# Rosa polar

En el experimento de Foucault, el péndulo describe una rosa polar.

En matemáticas, rosa polar es el nombre que recibe cualquier miembro de una familia de curvas de ecuación {\displaystyle r(\theta )=\cos(k\theta )\,} por asemejarse a una flor de pétalos.
Esta familia, también conocida como rhodoneas (del griego rhodon, rosa), fue estudiada por el matemático Luigi Guido Grandi, en torno al 1725, en su libro Flores Geometrici.
Como casos particulares, la rosa de tres pétalos recibe también el nombre de trifolium regular y la de cuatro, el de quadrifolium. Para k=1/2 se obtiene la curva conocida como folium de Durero.

## Ecuación

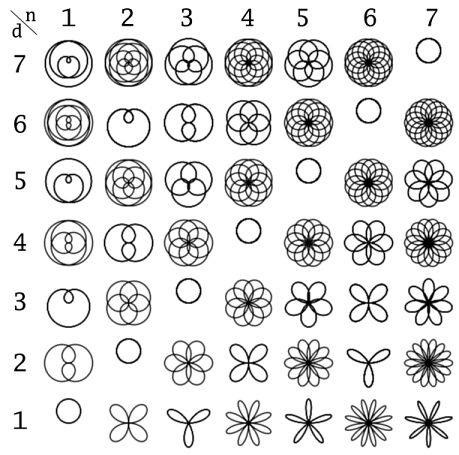
Rosas definidas por, para valores racionales de k=n/d. La última fila corresponde a valores enteros de k

Su expresión general en coordenadas polares es: 
{\displaystyle r(\theta )=a\cos(k\theta +\phi _{0})\,}
Donde a representa la longitud de los pétalos y {\displaystyle \phi _{0}} solo tiene un efecto de realizar una rotación global sobre la figura. Salvo similitud, todas estas curvas pueden reducirse a la familia:
{\displaystyle r(\theta )=\cos(k\theta )\,}
Aquí la forma queda determinada por el valor del parámetro k:
- Si k es un número entero, estas ecuaciones producirán k pétalos si k es impar; o 2k pétalos si k es par.
- Si k es racional, entonces la curva es cerrada y de longitud finita.
- Si k es irracional, su imagen formará un conjunto denso en el disco de radio a.

La expresión en coordenadas cartesianas de la rosa de cuatro pétalos es {\displaystyle (x^{2}+y^{2})^{3}=4a^{2}x^{2}y^{2}} y para la rosa de tres pétalos {\displaystyle (x^{2}+y^{2})^{2}=ax(x^{2}-3y^{2})}.

## Área

Rosa polar de ecuación (θ) = 2 sin 4θ. Su área es, sorprendentemente, la mitad de la del círculo en que está inscrita.

El área de una rosa de ecuación {\displaystyle r=a\cos(k\theta )\,} con k natural es igual a:
{\displaystyle {\frac {1}{2}}\int _{0}^{2\pi }(a\cos(k\theta ))^{2}\,d\theta ={\frac {a^{2}}{2}}\left(\pi +{\frac {\sin(4k\pi )}{4k}}\right)={\frac {\pi a^{2}}{2}}}
si k es par, y
{\displaystyle {\frac {1}{2}}\int _{0}^{\pi }(a\cos(k\theta ))^{2}\,d\theta ={\frac {a^{2}}{2}}\left({\frac {\pi }{2}}+{\frac {\sin(2k\pi )}{4k}}\right)={\frac {\pi a^{2}}{4}}}
si k es impar.

## Propiedades generales
Las propiedades de las rosas polares están directamente relacionadas con las propiedades de las sinusoides que las especifican.

### Pétalos
- Los gráficos de las rosas se componen de pétalos, la forma generada por el gráfico de un semiciclo de la sinusoide que especifica la rosa (un ciclo es una porción de una sinusoide que tiene un período de intervalo {\displaystyle T=2\pi /k} y consta de un semiciclo positivo, el conjunto continuo de puntos del semi intervalo {\displaystyle T/2=\pi /k} donde {\displaystyle r\geq 0}, y un semiciclo negativo que es la otra mitad, donde {\displaystyle r\leq 0}).
  - La forma de cada pétalo es la misma porque las gráficas de semiciclos tienen la misma configuración. Viene dada por el semiciclo positivo con cresta en {\displaystyle (a,0)} especificada por {\displaystyle r=a\cos(k\theta )} (delimitado por el intervalo de ángulo {\displaystyle -T/4\leq \theta \leq T/4}). El pétalo es simétrico con respecto al eje polar. Todos los demás pétalos son rotaciones de este pétalo alrededor del polo, incluidos los de las rosas especificadas por la función seno con los mismos valores para {\displaystyle a} y {\displaystyle k}.[4]
  - De acuerdo con las reglas para trazar puntos en coordenadas polares, un punto en un semiciclo negativo no se puede trazar en su ángulo polar porque su coordenada radial {\displaystyle r} es negativa. El punto se traza sumando {\displaystyle \pi } radianes al ángulo polar con una coordenada radial {\displaystyle |r|}. Por lo tanto, los semiciclos positivos y negativos pueden coincidir en el gráfico de una rosa. Además, las rosas están inscritas en el círculo {\displaystyle r=a}.
  - Cuando el período {\displaystyle T} de la sinusoide es menor o igual que {\displaystyle 4\pi }, la forma del pétalo es un solo bucle cerrado. Se forma un solo bucle porque el intervalo del ángulo para una gráfica polar es {\displaystyle 2\pi } y el ancho angular del semiciclo es menor o igual que {\displaystyle 2\pi }. Cuando {\displaystyle T>4\pi } (o {\displaystyle |k|<1/2}), el trazado de un semiciclo puede verse como una espiral desde el polo en más de un circuito alrededor del polo hasta que el trazado alcanza el círculo inscrito donde vuelve en espiral al polo, intersecándose y formando uno o más bucles en el camino. En consecuencia, cada pétalo forma 2 bucles cuando {\displaystyle 4\pi <T\leq 8\pi } (o {\displaystyle 1/4\leq |k|<1/2}), 3 bucles cuando {\displaystyle 8\pi <T\leq 12\pi } (o {\displaystyle 1/6\ le|k|<1/4}), pudiendo aumentarse así indefinidamente. Entonces, se observan rosas con un solo pétalo con múltiples bucles para {\displaystyle k=1/3,k=1/5,k=1/7...} (véase la figura en la sección de introducción).
  - Los pétalos de una rosa no se cruzan cuando la frecuencia angular {\displaystyle k} es un número entero distinto de cero; de lo contrario, los pétalos se cruzan entre sí.

### Simetría
Todas las rosas muestran una o más formas de simetría debido a las propiedades simétricas y periódicas subyacentes de las sinusoides.
- Una rosa expresada como {\displaystyle r=a\cos(k\theta )} es simétrica con respecto al eje polar (la línea {\displaystyle \theta =0}) debido a la identidad {\displaystyle a\cos(k\theta )=a\cos(-k\theta )} que hace que las rosas especificadas por las dos ecuaciones polares coincidan.

- Una rosa expresada como {\displaystyle r=a\sin(k\theta )} es simétrica con respecto a la línea vertical {\displaystyle \theta =\pi /2} debido a la identidad {\displaystyle a\sin(k\theta )=a\sin(\pi -k\theta )} que hace que las rosas especificadas por las dos ecuaciones polares coincidan.

- Solo ciertas rosas son simétricas con respecto al polo.

- Los pétalos individales son simétricos con respecto a la línea que pasa por el polo y el pico del pétalo, lo que refleja la simetría del semiciclo de la sinuisoide subyacente. Las rosas compuestas por un número finito de pétalos poseen por definición simetría rotacional, ya que cada pétalo tiene la misma forma que los pétalos sucesivos, solo que rotados alrededor del polo en incrementos del mismo ángulo.

## Casos particulares

### Rosas con valores dekenteros distintos de cero
Cuando {\displaystyle k} es un número entero distinto de cero, la curva tendrá forma de rosa con {\displaystyle 2k}  pétalos  si {\displaystyle k} es par, y {\displaystyle k} pétalos cuando {\displaystyle k} es impar. Las propiedades de estas rosas son un caso especial de rosas con frecuencias angulares {\displaystyle (k)} que son números racionales, comentado más adelante.
- La rosa está inscrita en el círculo {\displaystyle r=a}, correspondiente a las coordenadas radiales de todos sus picos.

- Debido a que una gráfica de coordenadas polares está limitada a ángulos polares entre {\displaystyle 0} y {\displaystyle 2\pi }, se muestran ciclos {\displaystyle 2\pi /T=k} en la gráfica. No es necesario trazar puntos adicionales porque la coordenada radial en {\displaystyle \theta =0} es el mismo valor en {\displaystyle \theta =2\pi } (que son crestas para dos semiciclos positivos diferentes para rosas especificadas por la función coseno).

- Cuando {\displaystyle k} es par (y distinto de cero), la rosa se compone de {\displaystyle 2k} pétalos, uno por cada pico en el intervalo {\displaystyle 2\pi } de los ángulos polares. Cada pico corresponde a un punto que se encuentra en la circunferencia {\displaystyle r=a}. Los segmentos de línea que conectan picos sucesivos formarán un polígono regular con un número par de vértices que tiene su centro en el polo y un radio a través de cada pico, y de la misma manera:
  - Las rosas son simétricas con respecto al polo.
  - Las rosas son simétricas sobre cada línea a través del polo y un pico (a través de la "mitad" de un pétalo) con el ángulo polar entre los picos de pétalos sucesivos siendo {\displaystyle 2\pi /2k=\pi /k} radianes. Por lo tanto, estas rosas tienen una simetría rotacional de orden {\displaystyle 2k}.
  - Las rosas son simétricas sobre cada línea que biseca el ángulo entre picos sucesivos, que corresponde a los límites de medio ciclo y a la apotema del polígono correspondiente.

- Cuando {\displaystyle k} es impar, la rosa se compone de {\displaystyle k} pétalos, uno por cada cresta (o valle) en el intervalo {\displaystyle 2\pi } de los ángulos polares. Cada pico corresponde a un punto que se encuentra en la circunferencia {\displaystyle r=a}. Los semiciclos positivos y negativos de estas rosas son coincidentes, lo que significa que al graficarlos, solo los semiciclos positivos o solo los semiciclos negativos deben trazarse para formar la curva completa. De manera equivalente, se graficará una curva completa trazando cualquier intervalo continuo de ángulos polares que tenga una longitud de {\displaystyle \pi } radianes, como {\displaystyle \theta =0} a {\displaystyle \theta =\pi }.[6] Los segmentos de línea que conectan picos sucesivos formarán un polígono regular con un número impar de vértices, y de la misma manera:
  - Las rosas son simétricas sobre cada línea a través del polo y un pico (a través de la "mitad" cada pétalo) con el ángulo polar entre los picos de pétalos sucesivos siendo {\displaystyle 2\pi /k} radianes. Por lo tanto, estas rosas tienen una simetría rotacional de orden {\displaystyle k}.

- Los pétalos de la rosa no se superponen.

- Las rosas se pueden especificar mediante curvas algebraicas de orden {\displaystyle k+1} cuando k es impar y {\displaystyle 2(k+1)} cuando k es par.[3]

### Circunferencia
Una rosa con {\displaystyle k=1} es una circunferencia que pasa por el polo y que tiene un diámetro que se sitúa en el eje polar cuando {\displaystyle r=a\cos(\theta )}. La circunferencia es el único pétalo de la curva (véase el gráfico adjunto). En coordenadas cartesianas, las expresiones equivalentes para el coseno y el seno son {\displaystyle (x-a/2)^{2}+y^{2}=(a/2)^{2}} y {\displaystyle x^{2}+(y-a/2)^{2}=(a/2)^{2}} respectivamente.

### Trifolio
Una rosa con {\displaystyle k=3} se llama trifolio o trébol regular porque tiene 3 pétalos. La curva también se llama en francés Paquerette de Mélibée. En coordenadas cartesianas, las expresiones para las formas con el coseno y con el seno son {\displaystyle (x^{2}+y^{2})^{2}=a(x^{3}-3xy^{2})} y {\displaystyle (x^{2}+y^{2})^{2}=-a(x^{3}-3xy^{2})} respectivamente (véase el gráfico adjunto). Es la curva inversa de la trisectriz de Longchamps

### Cuadrifolio
Una rosa con {\displaystyle k=2} se llama cuadrifolio porque tiene 4 pétalos. En coordenadas cartesianas, las expresiones relativas al coseno y al seno son {\displaystyle (x^{2}+y^{2})^{3}=a^{2}(x^{2}-y^{2})^{2}} y {\displaystyle (x^{2}+y^{2})^{3}=4(axy)^{2}} respectivamente.

### Rosas con valores numéricos racionales dek
En general, cuando {\displaystyle k} es un número racional en forma de fracción irreducible {\displaystyle k=n/d}, donde {\displaystyle n} y {\displaystyle d} son números enteros distintos de cero, el número de pétalos es el denominador de la expresión {\displaystyle 1/2-1/(2k)=(n-d)/2n}. Esto significa que el número de pétalos es {\displaystyle n} si tanto {\displaystyle n} como {\displaystyle d} son impares, y {\displaystyle 2n} en caso contrario.
- En el caso de que {\displaystyle n} y {\displaystyle d} sean impares, los semiciclos positivos y negativos de la sinusoide coinciden. La gráfica de estas rosas se completa en cualquier intervalo continuo de ángulos polares que tenga una longitud de {\displaystyle d\pi }.[4]

- Cuando {\displaystyle n} es par y {\displaystyle d} es impar, o viceversa, la rosa se representará completamente en un intervalo de ángulo polar continuo {\displaystyle 2d\pi } largo.[4] Además, las rosas son simétricas con respecto al polo tanto para las expresiones del coseno como del seno.[10]
  - Además, cuando {\displaystyle n} es impar y {\displaystyle d} es par, las rosas especificadas por las ecuaciones polares del coseno y del seno con los mismos valores de {\displaystyle a} y {\displaystyle k} son coincidentes. Para ese par de rosas, la rosa con la expresión de la función seno coincide con la cresta de la rosa con la expresión del coseno en el eje polar, ya sea en {\displaystyle \theta =d\pi /2} o en {\displaystyle \theta =3d\pi /2}. Esto significa que las rosas {\displaystyle r=a\cos(k\theta )} y {\displaystyle r=a\sin(k\theta )} con valores enteros distintos de cero de {\displaystyle k} nunca coinciden.

- La rosa está inscrita en el círculo {\displaystyle r=a}, correspondiente a la coordenada radial de todos sus picos.

### Folium de Durero

Rosas con coeficientes racionales: arriba a la izquierda, el folium de Durero, y arriba a la derecha, la trisectriz caracol

Una rosa con {\displaystyle k=1/2} se llama folium de Durero, que lleva el nombre del pintor y grabador alemán Alberto Durero. Las rosas especificadas por {\displaystyle r=a\cos(\theta /2)} y {\displaystyle r=a\sin(\theta /2)} son coincidentes aunque {\displaystyle a\cos(\theta /2)\neq a\sin(\theta /2)}. En coordenadas cartesianas, la rosa se expresa como {\displaystyle (x^{2}+y^{2})[2(x^{2}+y^{2})-a^{2}]^{2}=a^{4}x^{2}}.
El foliun de Durero también es una trisectriz, una curva que se puede utilizar para trisecar ángulos.

### Trisectriz caracol
Una rosa con {\displaystyle k=1/3} es una trisectriz caracol que tiene la propiedad de ser una curva trisectriz que se pueden usar para trisecar ángulos. La rosa tiene un solo pétalo con dos bucles.

### Rosas con valores numéricos irracionales parak
Una rosa polar especificada con un número irracional {\displaystyle k} tiene un número infinito de pétalos y nunca llega a repetirse. Por ejemplo, la sinusoide {\displaystyle r=a\cos(\pi \theta )} tiene un período de {\displaystyle T=2}, por lo que posee un pétalo en el intervalo de ángulo polar {\displaystyle -1/2\leq \theta \leq 1/2} con una cresta en el eje polar; sin embargo, no hay otro ángulo polar en el dominio de la ecuación polar que pase por las coordenadas {\displaystyle (a,0)}. En general, las rosas especificadas por sinusoides con frecuencias angulares que son constantes irracionales forman un conjunto denso (es decir, se acercan arbitrariamente a especificar cada punto del disco {\displaystyle r\leq a}).